# Harmony Township (Comtat de Susquehanna)
Harmony Township és una població del Comtat de Susquehanna (Pennsilvània) als Estats Units d'Amèrica. Segons el cens dels Estats Units del 2000 tenia 558 habitants.

## Demografia
Segons el cens del 2000 Harmony Township tenia 558 habitants, 206 habitatges, i 152 famílies. La densitat de població era de 6,9 habitants per quilòmetre quadrat.
Dels 206 habitatges en un 34,5% hi vivien nens de menys de 18 anys, en un 63,6% hi vivien parelles casades, en un 5,3% dones solteres, i en un 26,2% no eren unitats familiars. En el 18,9% dels habitatges hi vivien persones soles el 9,2% de les quals corresponia a persones de 65 anys o més que vivien soles. El nombre mitjà de persones vivint en cada habitatge era de 2,71 i el nombre mitjà de persones que vivien en cada família era de 3,16.
Per edats la població es repartia de la següent manera: un 26,9% tenia menys de 18 anys, un 5,4% entre 18 i 24, un 27,6% entre 25 i 44, un 26% de 45 a 60 i un 14,2% 65 anys o més.
L'edat mediana era de 40 anys. Per cada 100 dones de 18 o més anys hi havia 94,3 homes.
La renda mediana per habitatge era de 31.579 $ i la renda mediana per família de 33.250 $. Els homes tenien una renda mediana de 31.023 $ mentre que les dones 16.667 $. La renda per capita de la població era de 15.351 $. Entorn de l'11% de les famílies i el 15,9% de la població estaven per davall del llindar de pobresa.